# 河内長野市議会
河内長野市議会（かわちながのしぎかい）は、大阪府河内長野市に設置されている地方議会である。

## 概要
- 定数：18人
- 任期：2022年4月24日 - 2026年4月23日
- 選挙区：市内の全域を1つの選挙区として扱う大選挙区制（単記非移譲式）
- 議長：大原一郎(公明党)（2025.6/25選任)
- 副議長：工藤敬子(無会派)(2025.6/25選任)

## 議員
2024年8月20日の時点を基準に、所属議員の多い会派から順に記載。
| 会派名                             | 議席数 | 議員名                                   | 女性議員数 | 女性議員の比率（％） |
| ---------------------------------- | ------ | ---------------------------------------- | ---------- | -------------------- |
| 自民党・市民クラブ・無所属議員の会 | 5      | 峯満寿人、奥村亮、堀川和彦、桂聖、土井昭 | 0          | 0                    |
| 公明党                             | 4      | 大原一郎、奥井良一、三島克則、浦山宣之   | 0          | 0                    |
| 日本共産党                         | 3      | 駄場中大介、宮本哲、丹羽実               | 0          | 0                    |
| 大阪維新の会                       | 2      | 吉竹英行、林史隆                         | 0          | 0                    |
| 会派に属していない                 | 2      | 工藤敬子、若林靖                         | 1          | 33.33                |
| 欠員                               | 2      |                                          |            |                      |
| 計                                 | 16     |                                          | 1          | 5.88                 |

## 歴代議長
| 氏名       | 任期                            | 備考                | 市長 |
| ---------- | ------------------------------- | ------------------- | ---- |
| 佐生総一郎 | 平成2年5月8日-平成3年6月19日    |                     | 東武 |
| 吉川昇     | 平成3年6月26日-平成4年6月23日   |                     | 東武 |
| 花田祐輔   | 平成4年8月25日-平成5年6月23日   |                     | 東武 |
| 橋上義孝   | 平成5年6月24日-平成7年6月20日   | 後の第4代市長       | 東武 |
| 池田達秋   | 平成7年6月20日-平成8年6月24日   |                     | 東武 |
| 花田祐輔   | 平成8年6月25日-平成9年6月24日   |                     | 東武 |
| 花田祐輔   | 平成8年6月25日-平成9年6月24日   | 橋上義孝            |      |
| 西ノ内寿一 | 平成9年6月24日-平成10年5月13日  |                     |      |
| 竹鼻伝吾   | 平成10年5月13日-平成11年6月18日 |                     |      |
| 南定信     | 平成11年6月18日-平成12年6月22日 |                     |      |
| 石田敏治   | 平成12年6月22日-平成13年6月18日 |                     |      |
| 柳田吉範   | 平成13年6月18日-平成14年5月10日 |                     |      |
| 池田達秋   | 平成14年5月10日-平成15年6月25日 | 平成7年度の議長     |      |
| 木ノ本寛   | 平成15年6月30日-平成16年6月28日 | 前副議長            |      |
| 柳田吉範   | 平成16年6月28日-平成17年6月22日 | 平成12年度の議長    |      |
| 大北国栄   | 平成17年8月9日-平成18年5月10日  |                     |      |
| 浦尾雅文   | 平成18年5月10日-平成20年6月25日 |                     |      |
| 竹田昌史   | 平成20年6月27日-平成21年6月19日 |                     |      |
| 竹田昌史   | 平成20年6月27日-平成21年6月19日 | 芝田啓治            |      |
| 木ノ本寛   | 平成21年6月19日-平成22年5月12日 | 平成15年度の議長    |      |
| 増田正博   | 平成22年5月12日-平成23年6月22日 |                     |      |
| 桂聖       | 平成23年6月22日-平成24年6月20日 |                     |      |
| 岸本秀俊   | 平成24年6月20日-平成25年6月20日 |                     |      |
| 高岡優子   | 平成25年6月20日-平成26年5月14日 | 会議録初の女性議長  |      |
| 大原一郎   | 平成26年5月14日-平成27年6月23日 |                     |      |
| 峯満寿人   | 平成27年6月23日-平成28年6月24日 |                     |      |
| 木ノ本寛   | 平成28年6月24日-平成29年6月26日 | 平成15,21年度の議長 |      |
| 木ノ本寛   | 平成28年6月24日-平成29年6月26日 | 島田智明            |      |
| 桂聖       | 平成29年6月26日-平成30年5月16日 | 平成23年度の議長    |      |
| 土井昭     | 平成30年5月16日-令和元年6月26日 |                     |      |
| 峯満寿人   | 令和元年6月26日-令和2年6月24日  | 平成27年度の議長    |      |
| 三島克則   | 令和2年6月24日-令和3年6月24日   |                     |      |
| 堀川和彦   | 令和3年6月24日-令和4年5月18日   |                     |      |
| 桂聖       | 令和4年5月18日-令和5年6月26日   | 平成23,29年度の議長 |      |
| 浦山宣之   | 令和5年6月26日-令和6年6月27日   |                     |      |
| 堀川和彦   | 令和6年6月27日-令和7年6月25日   | 令和3年度の議長     |      |
| 堀川和彦   | 令和6年6月27日-令和7年6月25日   | 西野修平            |      |
| 大原一郎   | 令和7年6月25日-                 | 平成26年度の議長    |      |

※議事録を元に作成